# Long, Longs socken
Long är en kyrkby i Longs socken i Vara kommun.

## Historia
I Long låg sedan urminnes tider också Uppsala öd gården och kungsgården i Long, vilken identifierats med nuvarande Storegården i  byn. Den var säte för ståthållaren eller fogden för Longsbo (eller Lung bo), vilket var ett av de stora förvaltningsområdena i Västergötland under tidig medeltid, se Västergötlands bon. Man har satt namnet i samband med det Jälbolung där Birger jarl avled.

## Lagmanstorp
2,5 kilometer från Storegården i Long finns två gårdar som bär namnet Lagmanstorp. Long var stamgodset för lagman Eskil Magnusson. Dessa gårdar fanns med samma namn redan år 1277, vilket framgår av hertig Bengt Birgersson, Birger jarls sons handlingar. Bengt verkade senare som biskop i Linköping under åren 1286-91.
I diplomet överlåter Bengt de båda nämnda gårdarna med tillhörande åkrar och kvarnen Bardhætorp (Ballstorp?) till Brynolf Algotsson  året innan denne tillträdde som biskop.
I ett annat diplom, nedtecknat i Kalmar år 1278, skänker sedan Brynolf den ena gården och kvarnen till domkyrkan i Linköping. I diplomet skriver Brynolf att han fått gården och kvarnen av sin släkting Bengt, kungens bror.